# أوغو بونيت
أوغو بونيت (بالفرنسية: Ugo Bonnet) هو لاعب كرة قدم فرنسي، ولد في 17 سبتمبر 1993 في Naucelle ‏ في فرنسا. لعب مع نادي روديز.

## وصلات خارجية
- أوغو بونيت على موقع رابطة كرة القدم الفرنسية للمحترفين (الإنجليزية)
- أوغو بونيت على موقع قاعدة بيانات كرة القدم.إي يو (الإنجليزية)
- أوغو بونيت على موقع ليكيب (الفرنسية)
- أوغو بونيت على موقع Soccerway.com (الإنجليزية)